# 阿部浩之
阿部浩之（1989年7月5日—），前日本足球運動員，司職中場，前日本國家足球隊成員。

## 俱樂部生涯
小学一年级是就在当地的青少年足球俱乐部中开始了训练和比赛，高中时他来到了大阪桐荫高校足球部，创部第三年，他作为主力选手代表学校参加了全国高等学校综合体育大会足球竞技大会，并帮助球队打入八强，高中毕业以后，阿部浩之进学来到了加茂周作为主帅的关西学院大学。
在大学，他作为中场指挥官和前锋角色表现活跃，随后陆续被关西大学代表、全日本大学代表和日本U-21代表队选出。2011年在关西足球联赛中他打进19球成为射手王。
2012年，22岁的阿部浩之收到了来自神户胜利船等四間俱乐部的邀约，最终考虑到自身的成长环境，他选择了另一家关西球队大阪飞脚。2012年4月14日，在当季日职联赛第6轮对阵川崎前锋的比赛中，阿部浩之下半场替补出场并打进了自己日职联赛的首粒进球，这粒进球也帮助球队赢下比赛。此后阿部浩之就成为了大阪飞脚的“超级替补”，全赛季出场18次打入3球。
2013年，阿部浩之依然以替补球员的角色为球队贡献了5粒进球。2014年他逐渐成为球队的首发主力，并且在对阵大阪樱花的“大阪德比”中两战攻入3球。这个赛季他在攻守两端都发挥出色，全赛季联赛盃赛共打进10球，为大阪飛腳获得国内三冠王（日职联赛、日本联赛杯、天皇杯）立下了汗马功劳。同年他还进入了日职联赛赛季最佳阵容。2015年他依旧在攻守两端表现活跃，赛季后半程开始位置逐渐固定为右边路，最终三线作战留下58场出场记录，打进8球并有1次助攻。
2017年1月4日，阿部浩之从大阪飞脚完全转会加盟川崎前锋。加盟之后的阿部浩之就在队中稳坐主力并迎来爆发，2017年他全赛季出场40次，贡献14粒进球6次助攻，帮助川崎前锋首次獲得日职冠軍。2018年他依然延续良好的状态，出场36次打进6球送出3次助攻，最终也成为川崎前锋卫冕成功的重要一员。
2012年4月14日，当阿部浩之替补出场打进自己联赛首球时，他一定没有想到这是自己“日职进球主队不败”的神奇记录的开始。此后7年间，在阿部浩之进球的30场日职比赛中，大阪飛腳和川崎前锋联赛保持不败（27胜3平）。在本赛季5轮阿部浩之取得进球，川崎前锋2-0客胜松本山雅的比赛就已经打破了前日本国脚山岸智的延续了28场的“日职个人进球主队不败记录”（20胜8平）。
名古屋鲸鱼新赛季首场比赛客场挑战仙台维加泰，从川崎前锋加盟球队的中场阿部浩之打入球队赛季首球，帮助球队1-1战平对手。
日职第32轮，湘南比马客场2球战胜FC东京。夏窗从名古屋租借来的阿部浩之76分钟替补上场78分钟为球队打进一球。

## 外部連結
- J. League (#25)
- 阿部浩之│ガンバ大阪オフィシャルサイト （页面存档备份，存于）
- 阿部浩之的X（前Twitter）